# Pierre-Alain Meier
Pierre-Alain Meier (Delémont, 1952) é um cineasta ítalo-suíço.

## Biografia
Pierre-Alain Meier estudou na Universidade de Neuchâtel e no INSAS (Institut National Supérieur des Arts du Spectacle et Techniques de Diffusion) em Bruxelas. Esteve no Brasil algumas vezes, país onde filmou Dores de Amor. De volta à Suíça, e inspirado em sua paixão real por Thelma Lipp, resolveu fimar Thelma. Ambos os filmes são focados na temática transgênera.

## Filmografria

### Autor e diretor
- 1978 — Surimpression d'Afrique.
- 1981 — Le café (curta-metragem).
- 1986 — Ikaria
- 1988 — Douleur d'amour (Dores de Amor) (co-diretor).
- 1990 — La femme et la sandale (curta-metragem).
- 1994 — La danse du singe et du poisson (documentário).
- 2001 — Thelma (ficção).

### Produtor ou co-produtor
- 1999 — Charmants voisins, de Claudio Tonetti (TV)
- 1999 — Karnaval, de Thomas Vicent
- 1998 — Un soir après la guerre, de Rithy Panh
- 1997 — Blind Date, 12 Schweizer Regisseure
- 1997 — Balkanisateur, de Sotiris Goritsas
- 1997 — Flammen im Paradies, de Markus Imhoof
- 1995 — Bye-Bye, de Karim Dridi
- 1995 — Les hommes du port, de Alain Tanner
- 1995 — Bab el Oued City, de Merzak Allouache
- 1994 — Les gens de la rizière, de Rithy Panh
- 1992 — Hyènes, de Djibril Diop Mambéty
- 1991 — Laafi – Tout va bien, de Pierre Yameogo
- 1990 — Amelia Lopez O’Neill, de Valeria Sarmiento
- 1989 — Yaaba, de Idrissa Quedraogo

### Premiações
- Festival de Cannes, "Prêmio da Juventude" (Prix de la Jeunesse) por Bye-Bye, 1995
- Festival de Cannes, "Prêmio da Crítica Internacional" por Bab El-Oued City, 1994
- Alpinale Festival Bludenz, "Grande-Prêmio" por Douleur d’amour, 1988
- Grande-Prêmio do Festival de Strasburgo por Ikaria, 1987